# Мышлянова, Марина Викторовна
Марина Викторовна Мышлянова (род. 16 июня 1966) — российская марафонка и бегунья на длинные и сверхмарафонские дистанции. Тренер беговых команд FatRun и Еноты.

## Карьера
Тренируется в Челябинске.
Член сборной команды России по лёгкой атлетике.
Победительница 12-го открытого чемпионата России в беге на 100 км по шоссе (Черноголовка, 21.04.2002) — 7:36.32
Серебряный призёр чемпионата Европы 2007 в беге на 100 км.
Бронзовый призёр сверхмарафона «The Comrades» 2010.
Многократная чемпионка и призёр международных и всероссийских соревнований.
- Победительница:
  - марафона «Золотая осень» — 2003
  - Уральского регионального марафона — 2004, 2006
  - седьмого Курганского марафона — 2007
  - Челябинского марафона — 2009
  - Шадринского марафона — 2002, 2009
  - 19 Международного марафона «Бег чистой воды» (Миасс) — 2009
  - Всероссийского зимнего марафона памяти В. А. Дутова (Екатеринбург) — 2005, 2006, 2009.